# 思い
| ウィキペディアには「思い」という見出しの百科事典記事はありません（タイトルに「思い」を含むページの一覧/「思い」で始まるページの一覧）。 代わりにウィクショナリーのページ「思い」が役に立つかもしれません。 |